# 奧恰基夫西克 (沃茲涅先斯克區)
47°26′24″N 31°12′57″E / 47.44000°N 31.21583°E
奧恰基夫西克（烏克蘭語：Очаківське），是烏克蘭的村落，位於該國南部尼古拉耶夫州，由沃茲涅先斯克區負責管轄，始建於1919年，面積0.2平方公里，海拔高度82米，2001年人口102，人口密度每平方公里500人。